# Dmitrij Szergejevics Merezskovszkij
Merezskovszkij, Dmitrij Szergejevics (oroszul:  Дми́трий Серге́евич Мережко́вский), (Szentpétervár, 1865. augusztus 2./14. – Párizs, 1941. december 9.): orosz regény- és drámaíró, költő, vallásfilozófus, irodalomkritikus.

## Életpályája
Lírai költőként kezdte pályafutását, előbb Szemjon Jakovlevics Nadszon nyomdokain haladt, majd a dekadens irányzathoz csatlakozott. Később már támadta a dekadens vonalat, istenkeresővé lett. Nagy feltűnést keltett 1893-ban A mai orosz irodalom hanyatlásának okairól és az új irányzatokról szóló munkája.  
1889-ben feleségül vette a 20 éves Zinaida Hippiusz (1869–1945) orosz szimbolista költőnőt, kritikust, aki mindvégig kitartott mellette, az emigrációba is követte.   
Az 1890-es években két verseskötetet adott ki, illetve tanulmányokat írt külföldi és orosz költőkről. Ezeket egy kötetben gyűjtve ki is adta 1897-ben (Örök utitársak). Kritikusként és esszéíróként is jelentős volt, párhuzamos módszerrel dolgozta fel Csehov és Gorkij, Nyekraszov és Tyutcsev, Dosztojevszkij és Tolsztoj munkásságát. Ítélőképességét nagy tudományos felkészültség egészíti ki. Kritikai és vallásfilozófiai dolgozatai 1906-ban Ma vagy soha, 1908-ban Csendes mocsár, 1910-ben A beteg Oroszország címmel jelentek meg. 

### Az emigrációban (1919–1941)
1919 decemberében elhagyta Szentpétervárt, Minszk és Varsó érintésével végül 1920 őszén Párizsba érkezett, ahol élete utolsó 2 évtizedét töltötte. Aktívan részt vett a franciaországi emigráns orosz szellemi életben íróként, újságíróként, előadásokat tartott és forgatókönyveket is írt. Lakása 15 éven át az emigráns orosz írók egyik fellegvára volt. 
Élete utolsó 2 évében a II. világháború során ostromlott és megszállt Párizsban dolgozott, a náci Németország hatóságai többször betiltották műveit és előadásait. 
1941 decemberében agyvérzésben hunyt el. Orosz orthodox szertartás keretében búcsúztatták, temetésén csupán néhányan vettek részt. Sírja a Párizstól mintegy 20 km-re délre található Sainte-Geneviève-des-Bois orosz temetőben található. Fehér márvány síremlékét franciaországi kiadója állíttatta: kontúrjai stilizált bizánci templomot idéznek, fülkemélyedésében a Szentháromság látható, köriratban "Jöjjön el a te országod!" újszövetségi Miatyánk-citátummal, pravoszláv kereszttel.  
Felesége 4 évvel élte túl: Zinaida Hippiusz élete végén férje életrajzi könyvén dolgozott (befejezetlen, 1951-ben posztumusz adták közre). Férjével közös sírba temették. 

## Munkássága
Párhuzamokat alkalmaz elbeszéléseiben és regényeiben is, ami viszont megbontja a cselekmények egységét. Első elbeszélésének tárgyát a XV. századi Oroszországból veszi (A szerelem erősebb a halálnál). Fő műve a Krisztus és Antikrisztus című trilógia: Az istenek alkonya – Julian aposztata (1895), A feltámadt istenek – Leonardo da Vinci (1896), illetve Pjotr és Álekszej (1902) címmel jelentek meg. Másik trilógiájának kötetei: I. Pál (dráma, 1908), I. Sándor (regény, 1911), December 14-ike (regény).
Műveinek eszmei tartalmát – az égi és földi igazság közötti harmónia megteremtésének szükségességét – összegyűjtött munkái első kiadásának (1912) bevezetésében a következő módon foglalja össze: „A Krisztus és Antikrisztus trilógia a két alapelv harcát a múltban ábrázolja. A Tolsztoj és Dosztojevszkij című, valamint a Dosztojevszkijről, Lermontovról és Gogolról szóló tanulmányok ugyanezt a harcot a jelentkor irodalmában, míg a Csendes mocsár, A csőcselék előnyomulása és más essayk az orosz társadalmi életben rajzolják meg. A görög tragédiafordítások, az Itáliai novellák, az Örök utitársak és a költemények azok a mellékvágányok, melyek engem az égi és a földi igazságok közötti viszonynak egyetlen s mindent átfogó problémájához, az Istenemberhez vezettek. A második trilógia: I. Pál, I. Sándor, és December 14-ike ugyanezen alapelv közötti harcot Oroszország jövőjével való kapcsolatban tárgyalják.”
Egy Krisztus rendelte harmadik szövetség fogja szerinte a kérdést végleg megoldani. Sokoldalúsága csak látszólagos, mert minden munkájában csak egy gondolatot: a harmadik ország eljövetelét hirdeti. A megismerés és a kereszt lesz az új ország alapja, tudomány és vallás egyesülnek.
Merezskovszkij regényeit értékes alkotásnak tartották, de nem remekműveknek, ellenben kritikai dolgozatait és esszéit gondolatokkal töltött, formailag is tökéletes műveknek. 
Az 1920-as években különösen divatos volt idehaza. 1914-ben a Nyugat hasábjain Bálint Andor recenzálta első magyar fordítását, 1924-ben ugyanott Surányi Miklós írt róla hosszabb cikksorozatot. Később Hamvas Béla hivatkozott rá előszeretettel.

## Magyarul
A szerző neve Mereskovskij és Mereskovszkij alakban is előfordul a magyar könyvkiadásban, helyesen azonban Merezskovszkij. Legtöbb művét közvetítőnyelvből (német), és nem oroszból fordították (kivéve Trócsányi Zoltánt).
- Krisztus és Antikrisztus. 2. Leonardo da Vinci. Történeti regény; ford. Hönigschmied Oszkár; Athenaeum, Bp., 1914 (Athenaeum könyvtár)
- Michelangelo. Elbeszélés a reneszánsz korából; ford. Sebestyén Ede; Athenaeum, Bp., 1919 (Modern könyvtár)
- Az istenek alkonya / Julianus Apostata. Regény [Krisztus és Antikrisztus. 2.]; ford. Donáth Leó; Kultúra, Bp., 1921 (A Kultúra regénytára)
- Örök utitársaink; ford. Sebestyén Károlyné, bev. Sebestyén Károly; Athenaeum, Bp., 1921 (Híres könyvek)
- Krisztus és Antikrisztus. Trilógia 1.; Franklin, Bp., 1923 (Külföldi regényírók)
  - Az istenek halála / Julian Apostata; ford. Kiss Dezső
- Első Sándor. Regény; ford. Csima Jenő; Dante, Bp., 1924 (Halhatatlan könyvek)
- Vele, vagy ellene?; ford. Benedek Marcell, Benedek Marcellné; Dante, Bp., 1924 (Halhatatlan könyvek)
- Téli szivárvány; ford. Benedek Marcell; Dante, Bp., 1924 (Halhatatlan könyvek)
- Kelet titkai; ford. Schmidt József; Dante, Bp., 1924 (Halhatatlan könyvek)
- Tolsztoj és Dosztojevszkij; ford. Havas József; Dante, Bp., 1925 (Halhatatlan könyvek)
- A szerelem tudománya; ford. Trócsányi Zoltán; Dante, Bp., 1925 (Halhatatlan könyvek)
- Leonardo da Vinci. Történelmi regény. 1-2. köt.; ford. Trócsányi Zoltán, Havas József; Dante, Bp., 1925 (Halhatatlan könyvek)
- Az istenek születése. Tutankhamon Kréta szigetén. Regény; ford. Csima Jenő; Dante, Bp., 1926 (Halhatatlan könyvek)
- A hattyúölő; ford. Csima Jenő; Dante, Bp., 1926 (Halhatatlan könyvek)
- A pokol tornácán; ford. Csima Jenő; Dante, Bp., 1926 (Halhatatlan könyvek)
- A Messiás; ford. Havas József; ford. Csima Jenő; Dante, Bp., 1927 (Halhatatlan könyvek)
- Napóleon, az ember 1-2.; ford. Havas József, bev. Benedek Marcell; Dante, Bp., 1929 (Mereskovszkij munkái)
- Örök utitársak, 1-2.; ford. Benedek Marcell; Dante, Bp., 1929
- Az ismeretlen Jézus; ford. Trócsányi Zoltán; Athenaeum, Bp., 1943
  - (Az ismeretlen evangélium címen is)
- Tolsztoj és Dosztojevszkij; in: Az orosz vallásbölcselet virágkora. Tolsztojtól Bergyajevig, 1-2.; vál., bev. Török Endre, ford. Baán István; Vigilia, Budapest, 1988 (Vigilia)
- Gogol és az ördög; ford. Urbán Nagy Rozália; Új Mandátum, Bp., 1995
- Kelet titkai; ford. Schmidt József, átdolg. Adamik Lajos; Holnap, Bp., 1992
- Az ismeretlen Evangélium; ford. Trócsányi Zoltán; Farkas L. I., Bp., 1995 
  - (Az ismeretlen Jézus első része)

## Képtár
Alább néhány kép található az 1920-as, 1930-as évekbeli magyar kiadásokról.
- Mereskovszkij munkái-sorozat
- Mereskovszkij munkái-sorozat
- Mereskovszkij: Leonardo da Vinci